# Lijsterbes
Lijsterbes (Sorbus) is een geslacht van bomen en heesters uit de rozenfamilie (Rosaceae). Het geslacht komt van nature voor op het noordelijk halfrond, vooral in Europa en Azië. Veel soorten uit dit geslacht worden aangeplant als sierboom. 
Deskundigen zijn het niet eens over het aantal soorten in dit geslacht: de aantallen variëren tussen 100 en 200. De oorzaak van deze verschillen is gelegen in het feit dat een aantal lokale soorten apomictisch is, dat wil zeggen dat zij in staat zijn zonder bevruchting zaad te zetten. De resulterende microsoorten worden door de een als echte soorten gezien, door de ander gegroepeerd in een veel kleiner aantal variabele soorten.
Lijsterbessen worden graag gegeten door vogels zoals lijsterachtigen; merels, koperwieken en kramsvogels en ook door spreeuwen.

## Soorten
- Amerikaanse lijsterbes (Sorbus americana) - Komt voor in het Oosten van Noord-Amerika, en daar beter bekend onder de naam American mountain-ash, of rowan.
- Breedbladige lijsterbes (Sorbus latifolia) - Komt van nature voor in het zuiden van Duitsland, Frankrijk, Zwitserland en het Iberisch Schiereiland.[1]
- Elsbes (Sorbus torminalis) - Komt voor in het midden en zuiden van Duitsland, Frankrijk en het Iberisch Schiereiland, oostwaarts tot de Balkan en het zuiden van Rusland. Ook in Denemarken en delen van Engeland.[2]
- Finse meelbes of bastaardmeelbes (Sorbus hybrida) - Komt voor in het zuidwesten van Finland, het oosten van Zweden en Noorwegen. Lokaal ook in Letland.[3][4]
- Meelbes (Sorbus aria) - Komt voor in het midden en zuiden van Duitsland, Frankrijk, de Alpen, Italië, Dinarische Alpen, Karpaten, de Balkan, het noorden van Spanje, delen van de Britse Eilanden en het zuiden van Zweden.[5]
- Peervormige lijsterbes, peerlijsterbes of grote lijsterbes (Sorbus domestica) - Komt voor in het midden en zuiden van Duitsland, de Alpen, Frankrijk, Engeland, Spanje, het zuiden van Italië en de Balkan.[6]
- Siberische lijsterbes (Sorbus sibirica) - Komt voor vanaf het Oeralgebergte, ter hoogte van Perm, Tsjeljabinsk en Sverdlovsk tot aan het Russische Verre Oosten.[7]
- Sorbus margittaiana - Komt alleen voor in de Krivánska Malá Fatra, Slowakije.[8]
- Wilde lijsterbes (Sorbus aucuparia) - Komt voor in heel Europa, met uitzondering van het Middellandse Zeegebied. De oostgrens van het verspreidingsgebied ligt in het Oeralgebergte. Komt algemeen voor in Nederland en België.[9]
- Zweedse lijsterbes of Zweedse meelbes (Sorbus intermedia) - Komt van nature voor in het zuiden van Zweden, maar wordt ook elders in Europa aangeplant.

## Gebruik
Gekookt zijn de bessen eetbaar maar zuur en bitter. Na bevriezing zijn ze beter van smaak. Zaadjes dienen verwijderd te worden aangezien deze darmproblemen veroorzaken.

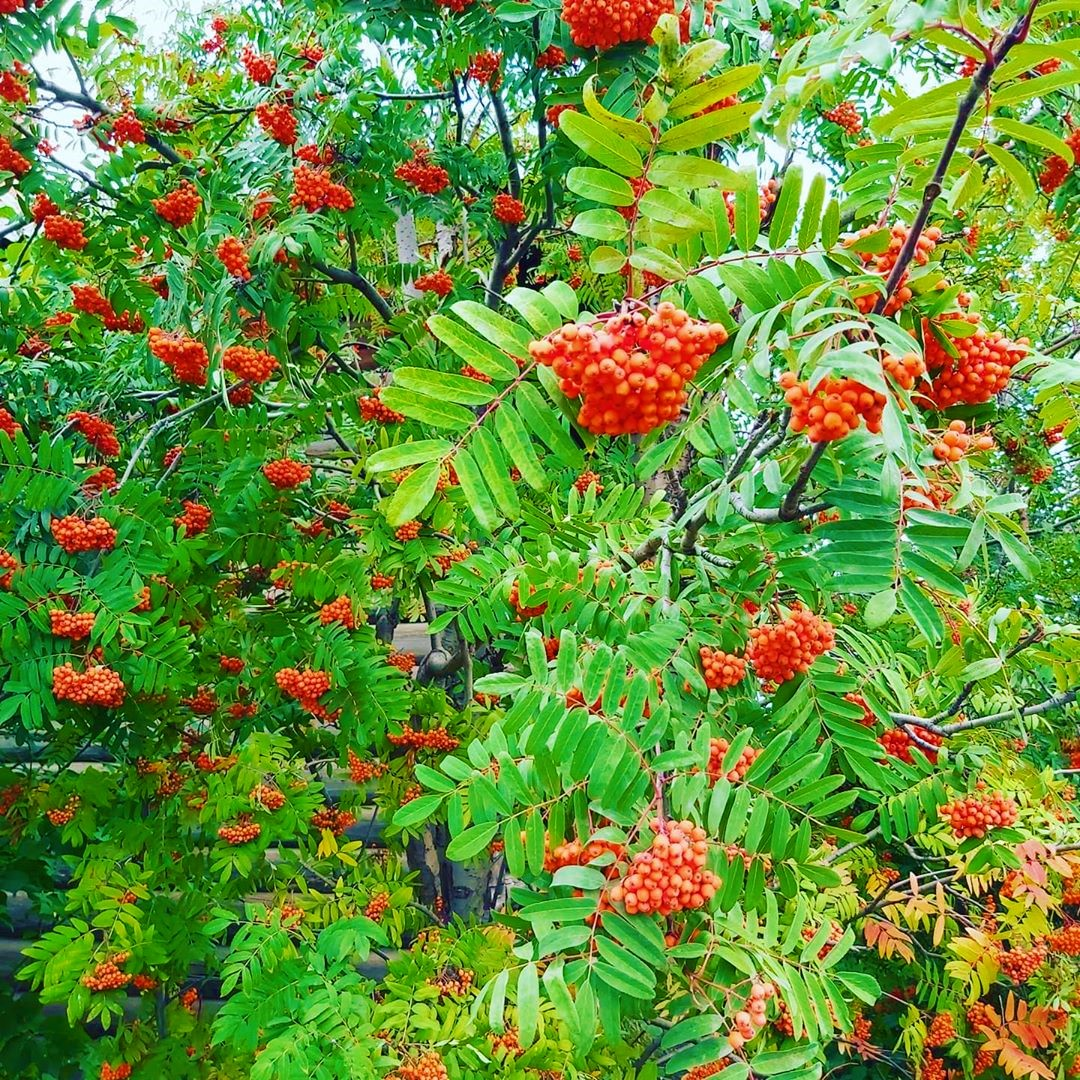
Lijsterbessen
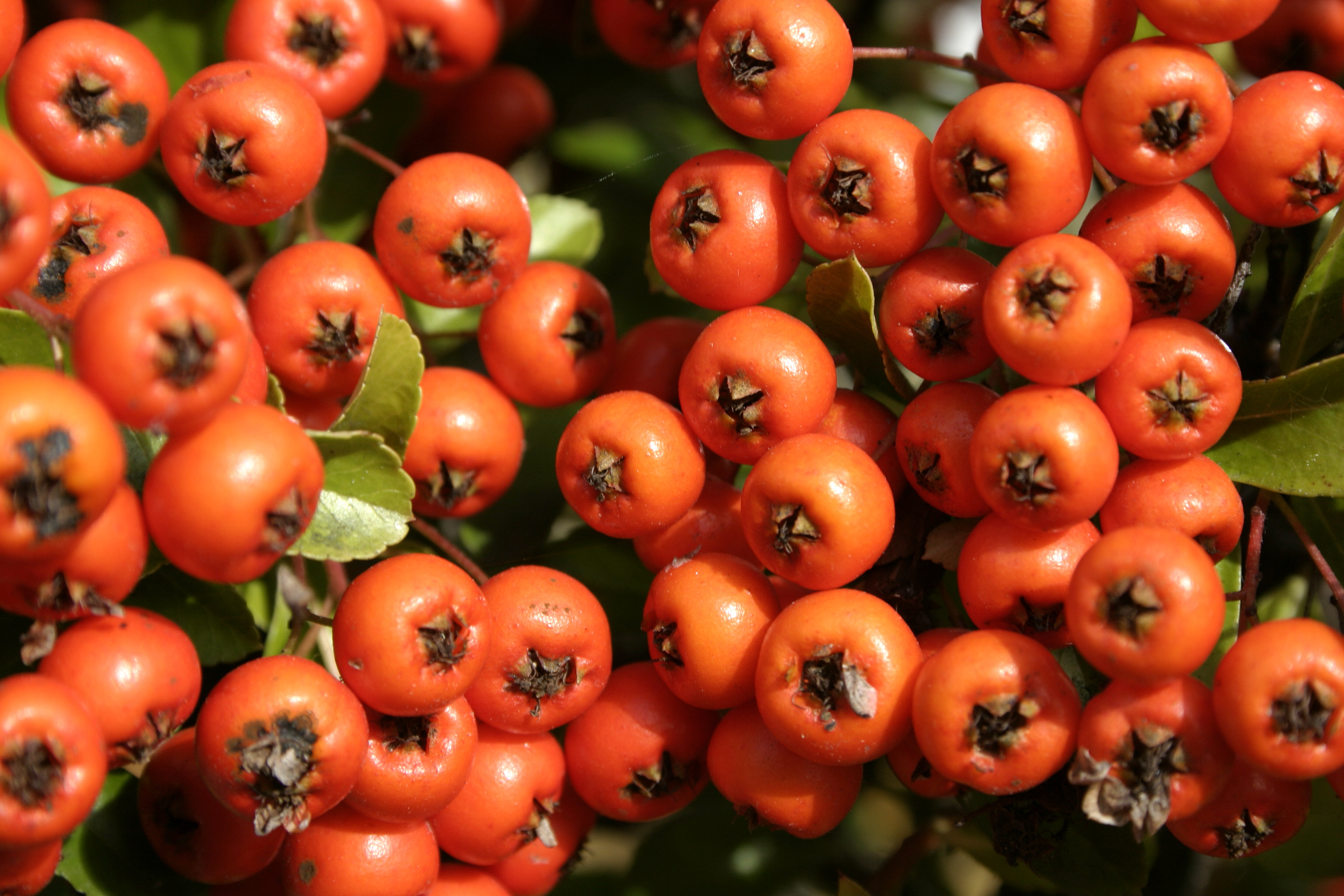
Vruchten
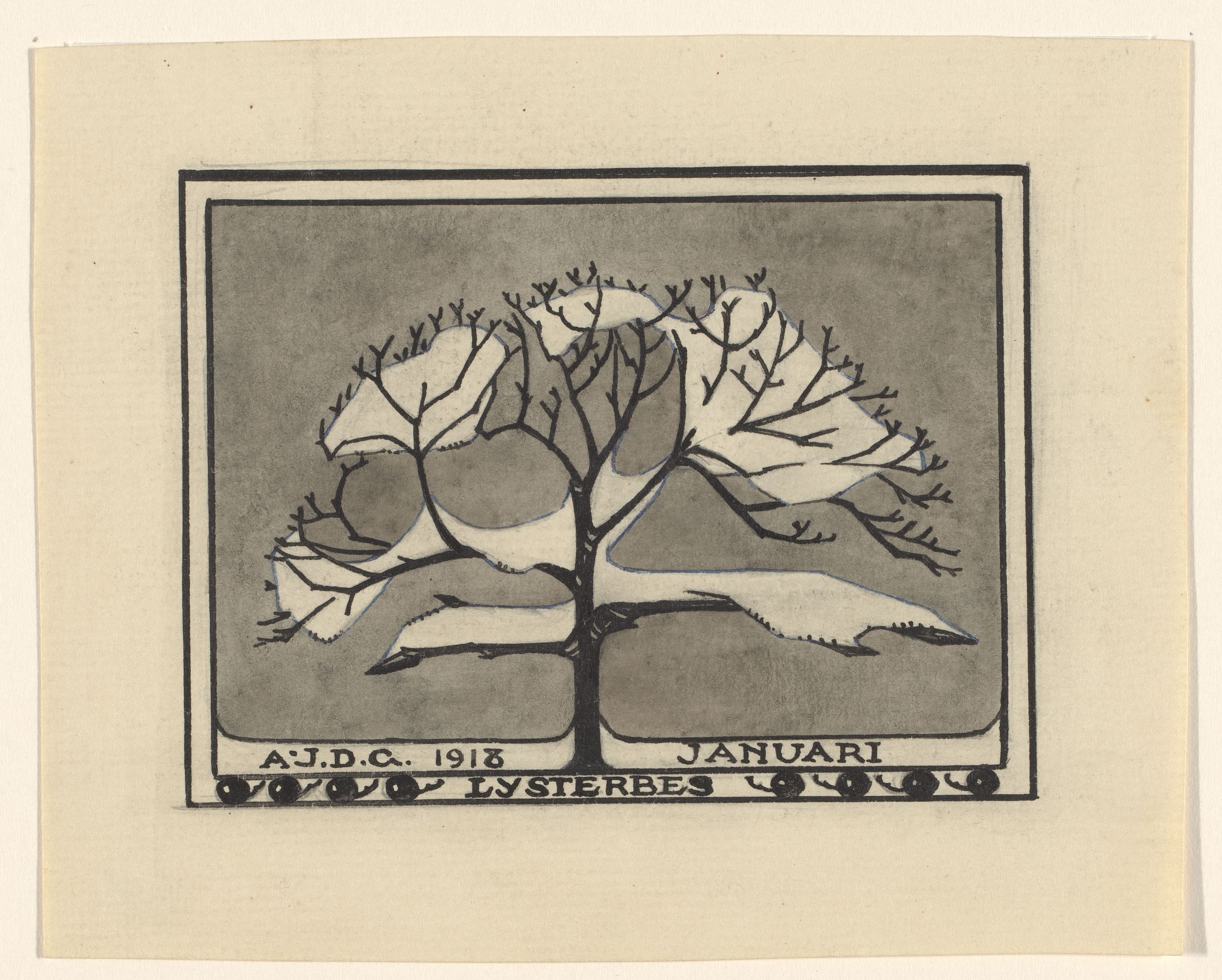
Lijsterbes in de sneeuw, Julie de Graag
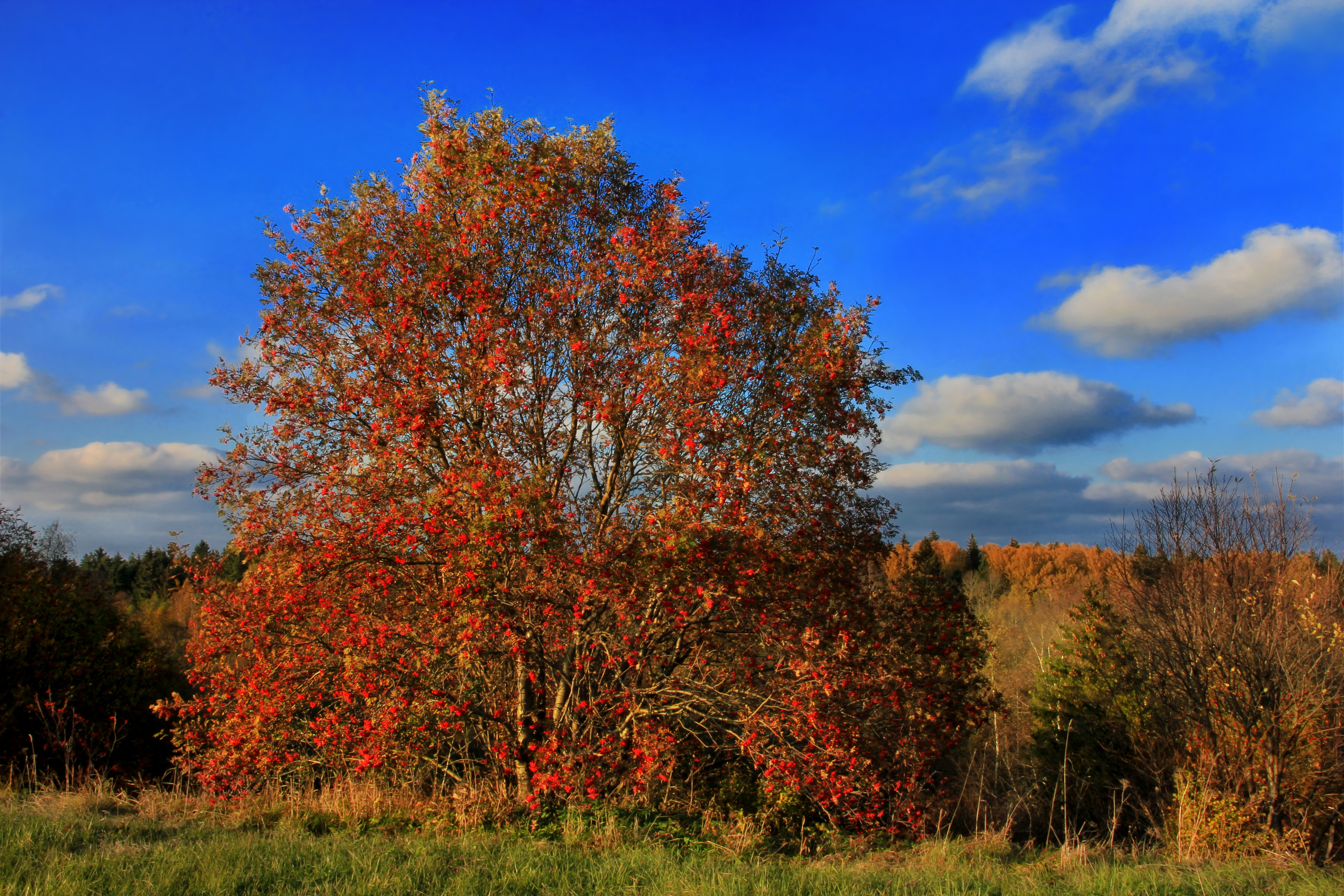
Rode lijsterbes
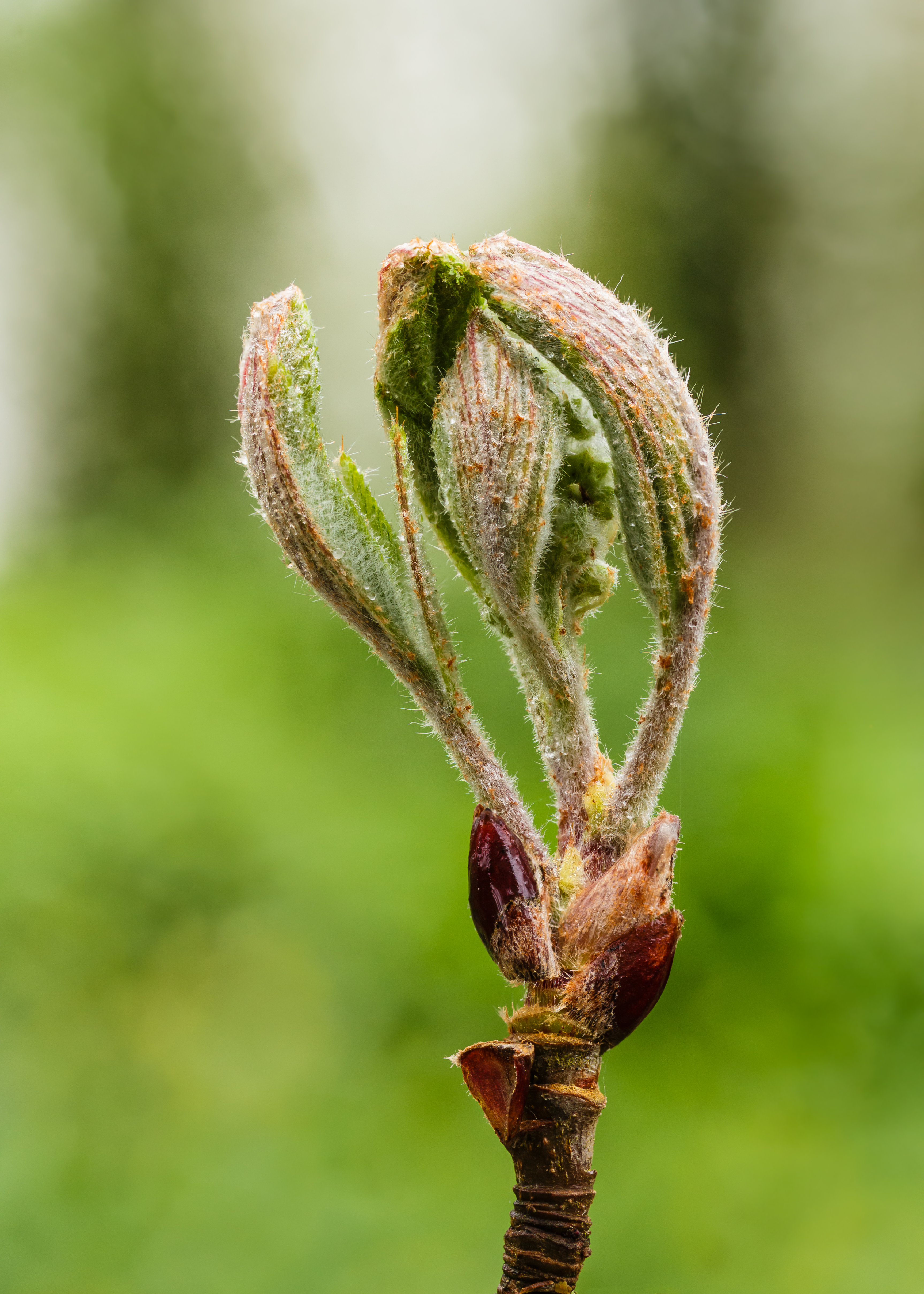
Ontspruitend blad

... · 
S. aria (Meelbes) · 
S. aucuparia (Wilde lijsterbes) · 
S. domestica (Peervormige lijsterbes) · 
S. hybrida (Finse meelbes]) · 
S. intermedia (Zweedse lijsterbes) · 
S. margittaiana · 
S. ×thuringiaca (Gedeelde meelbes) · 
S. torminalis (Elsbes) · 
...
... · 
Acaena (stekelnootje) · 
Adenostoma · 
Agrimonia (agrimonie) · 
Alchemilla (vrouwenmantel) · 
Amelanchier (krentenboompje) · 
Aphanes (leeuwenklauw) · 
Aronia (appelbes) · 
Aruncus · 
Comarum · 
Cotoneaster (dwergmispel) · 
Crataegus (meidoorn) · 
Cydonia (kweepeer) · 
Dryas · 
Eriobotrya · 
Filipendula (spirea) · 
Fragaria (aardbei) · 
Geum (nagelkruid) · 
Hagenia · 
Kerria (ranonkelstruik) · 
Malus (appel) · 
Mespilus · 
Potentilla (ganzerik) · 
Prunus · 
Pyracantha 
Pyrus (peer) · 
Rosa (roos) · 
Rubus (braam) · 
Sanguisorba (pimpernel) · 
Sorbaria · 
Sorbus (lijsterbes) · 
...